# Tarachodes bicornis
Tarachodes bicornis es una especie de mantis de la familia Tarachodidae.

## Distribución geográfica
Se encuentra en Namibia.